# Syncynorta longipes
Syncynorta longipes is een hooiwagen uit de familie Cosmetidae.